# Burkhard Hose
Burkhard Hose (* 17. April 1967 in Hammelburg) ist ein deutscher römisch-katholischer  Geistlicher, Theologe und Autor.

## Leben
Hose besuchte das Frobenius-Gymnasium in Hammelburg bis 1986 und studierte römisch-katholische Theologie an der Julius-Maximilians-Universität Würzburg und an der Universität Luzern. 1994 wurde er in Würzburg zum Priester geweiht. Als Kaplan wirkte Hose in Kirchlauter und in Kitzingen. 1997 wurde er zum Seelsorger für die Studierenden der Fachhochschule Würzburg-Schweinfurt ernannt. Er war wissenschaftlicher Assistent am Lehrstuhl für Biblische Einleitungswissenschaft an der Universität Würzburg von 1998 bis 2004. Zusätzlich übernahm er 2003 die Aufgabe des Diözesanleiters des Katholischen Bibelwerks in Würzburg. 2004 wurde er zum Religionslehrer an der St.-Ursula-Schule Würzburg und zum Akademikerseelsorger in der Diözese Würzburg ernannt. Von 2007 bis 2016 war er Vorsitzender der Diözesanleiterkonferenz des Katholischen Bibelwerks e.V. 2008 wurde er zum Studentenpfarrer der Katholischen Hochschulgemeinde in Würzburg ernannt. Er ist Mitglied im Würzburger Ombudsrat und beratendes Mitglied im Ausländer- und Integrationsbeirat der Stadt Würzburg. Als Autor verfasste er mehrere Werke.
Am 16. März 2021 startete er gemeinsam mit dem römisch-katholischen Priester Bernd Mönkebüscher eine Unterschriftenaktion zur weiteren Zulassung der Segnung gleichgeschlechtlicher Paare in der Römisch-Katholischen Kirche. Anlass der Aktion war das am Tag zuvor veröffentlichte Dokument der Glaubenskongregation, wonach Segnungen gleichgeschlechtlicher Paare in der Römisch-katholischen Kirche nicht möglich seien.
Mit der Unterzeichnung des Manifests #OutInChurch, das sich gegen die Diskriminierung von queeren Menschen in der katholischen Kirche wendet, hatte er im Januar 2022 sein eigenes Coming-out als homosexuell.
2022 erstatteten Hose sowie die Priester Bernd Mönkebüscher und Wolfgang F. Rothe Strafanzeigen gegen den Kölner Erzbischof Rainer Maria Woelki. Am 9. November 2022 leitete die Staatsanwaltschaft Köln nach vorheriger Abweisung der Anzeigen ein Ermittlungsverfahren gegen Woelki wegen des Verdachts einer falschen eidesstattlichen Versicherung ein.

## Ehrungen und Auszeichnungen
- 2014: Würzburger Friedenspreis[9]

## Werke (Auswahl)
- Aufstehen für ein neues Wir. adeo Verlag, Asslar 2016, ISBN 978-3-86334-124-4
- seid laut! – Für ein politisch engagiertes Christentum. Vier-Türme GmbH Verlag, Münsterschwarzach 2018, ISBN 978-3-7365-0155-3
- Warum wir aufhören sollten, die Kirche zu retten. Für eine neue Vision von Christsein, 2019